# Le nâu mỏ đen

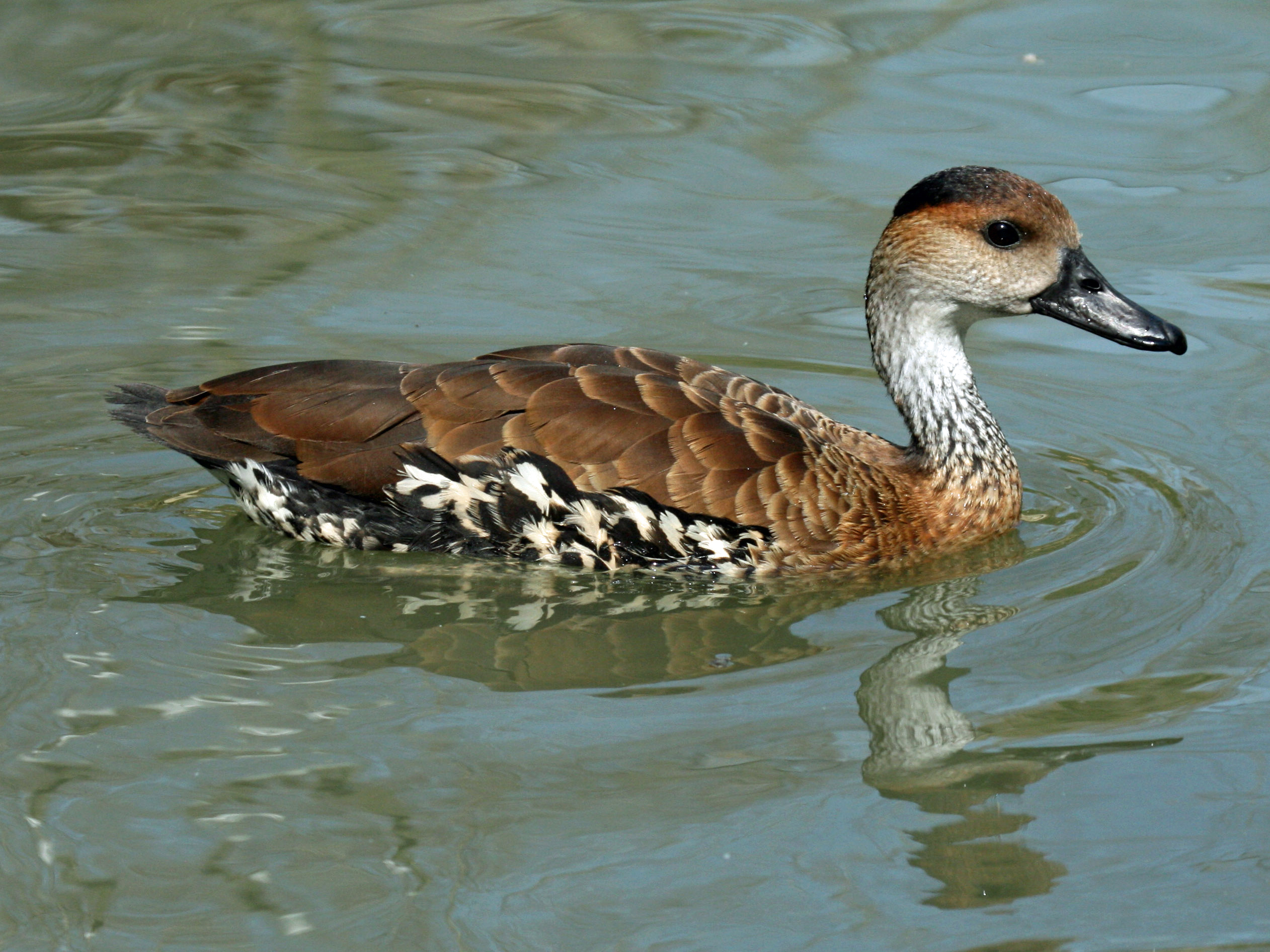

Le nâu mỏ đen (danh pháp hai phần: Dendrocygna arborea) là một loài chim thuộc phân họ Le nâu. Loài này sinh sản ở Ca Ri Bê. Chúng được tìm thấy ở West Indies, bao gồm quần thể sinh sản ở Bahamas và một quần thể nhỏ hơn ở Cuba, quần đảo Cayman, Antigua và Barbuda, và Jamaica. Nó chủ yếu là định cư, ngoài các di chuyển địa phương, có thể là 100 km trở lên. Đã được báo cáo làm tổ trong hốc cây, nhánh cây, các nhóm tích tụ của dứa, và trên mặt đất dưới lòng bàn tay tranh và bụi cây dày đặc. Quy mô tổ thường là 10-16 trứng. Nó có thói quen đậu trên cây.